# C. Galos
C. Galos was een mysterieuze 19e-eeuwse (vermoedelijk Italiaanse) musicus en componist wiens naam geassocieerd wordt met twee grote hits uit de salonmuziek, 'Le chant du Berger' (Nocturne Op. 17) en 'Le Lac de Côme' (Nocturne Op. 24). Beide stukken zijn eenvoudige nocturnes.